# Selección de fútbol sub-20 de Eslovenia
La Selección de fútbol sub-20 de Eslovenia es el equipo que representa al país en el Mundial Sub-20 y en la Eurocopa Sub-19; y es controlado por la Asociación de Fútbol de Eslovenia.

## Participaciones

### Copa Mundial de Fútbol Sub-20
| Año   | Resultado    | PJ           | PG           | PE*          | PP           | GF           | GC           |
| ----- | ------------ | ------------ | ------------ | ------------ | ------------ | ------------ | ------------ |
| 1977  | No clasificó | No clasificó | No clasificó | No clasificó | No clasificó | No clasificó | No clasificó |
| 1979  | No clasificó | No clasificó | No clasificó | No clasificó | No clasificó | No clasificó | No clasificó |
| 1981  | No clasificó | No clasificó | No clasificó | No clasificó | No clasificó | No clasificó | No clasificó |
| 1983  | No clasificó | No clasificó | No clasificó | No clasificó | No clasificó | No clasificó | No clasificó |
| 1985  | No clasificó | No clasificó | No clasificó | No clasificó | No clasificó | No clasificó | No clasificó |
| 1987  | No clasificó | No clasificó | No clasificó | No clasificó | No clasificó | No clasificó | No clasificó |
| 1989  | No clasificó | No clasificó | No clasificó | No clasificó | No clasificó | No clasificó | No clasificó |
| 1991  | No clasificó | No clasificó | No clasificó | No clasificó | No clasificó | No clasificó | No clasificó |
| 1993  | No clasificó | No clasificó | No clasificó | No clasificó | No clasificó | No clasificó | No clasificó |
| 1995  | No clasificó | No clasificó | No clasificó | No clasificó | No clasificó | No clasificó | No clasificó |
| 1997  | No clasificó | No clasificó | No clasificó | No clasificó | No clasificó | No clasificó | No clasificó |
| 1999  | No clasificó | No clasificó | No clasificó | No clasificó | No clasificó | No clasificó | No clasificó |
| 2001  | No clasificó | No clasificó | No clasificó | No clasificó | No clasificó | No clasificó | No clasificó |
| 2003  | No clasificó | No clasificó | No clasificó | No clasificó | No clasificó | No clasificó | No clasificó |
| 2005  | No clasificó | No clasificó | No clasificó | No clasificó | No clasificó | No clasificó | No clasificó |
| 2007  | No clasificó | No clasificó | No clasificó | No clasificó | No clasificó | No clasificó | No clasificó |
| 2009  | No clasificó | No clasificó | No clasificó | No clasificó | No clasificó | No clasificó | No clasificó |
| 2011  | No clasificó | No clasificó | No clasificó | No clasificó | No clasificó | No clasificó | No clasificó |
| 2013  | No clasificó | No clasificó | No clasificó | No clasificó | No clasificó | No clasificó | No clasificó |
| 2015  | No clasificó | No clasificó | No clasificó | No clasificó | No clasificó | No clasificó | No clasificó |
| 2017  | No clasificó | No clasificó | No clasificó | No clasificó | No clasificó | No clasificó | No clasificó |
| 2019  | No clasificó | No clasificó | No clasificó | No clasificó | No clasificó | No clasificó | No clasificó |
| 2023  | No clasificó | No clasificó | No clasificó | No clasificó | No clasificó | No clasificó | No clasificó |
| 2025  | No clasificó | No clasificó | No clasificó | No clasificó | No clasificó | No clasificó | No clasificó |
| Total | 0/24         | 0            | 0            | 0            | 0            | 0            | 0            |

### Eurocopa Sub-18/Sub-19
| antes de 1993   | Véase Yugoslavia | Véase Yugoslavia | Véase Yugoslavia | Véase Yugoslavia | Véase Yugoslavia | Véase Yugoslavia | Véase Yugoslavia |              |             |
| 1994            | No clasificó     | No clasificó     | No clasificó     | No clasificó     | No clasificó     | No clasificó     | No clasificó     |              |             |
| 1995            | No clasificó     | No clasificó     | No clasificó     | No clasificó     | No clasificó     | No clasificó     | No clasificó     |              |             |
| 1996            | No clasificó     | No clasificó     | No clasificó     | No clasificó     | No clasificó     | No clasificó     | No clasificó     |              |             |
| 1997            | No clasificó     | No clasificó     | No clasificó     | No clasificó     | No clasificó     | No clasificó     | No clasificó     |              |             |
| 1998            | No clasificó     | No clasificó     | No clasificó     | No clasificó     | No clasificó     | No clasificó     | No clasificó     |              |             |
| 1999            | No clasificó     | No clasificó     | No clasificó     | No clasificó     | No clasificó     | No clasificó     | No clasificó     |              |             |
| 2000            | No participó     | No participó     | No participó     | No participó     | No participó     | No participó     | No participó     |              |             |
| 2001            | No clasificó     | No clasificó     | No clasificó     | No clasificó     | No clasificó     | No clasificó     | No clasificó     |              |             |
| Eurocopa Sub-19 |                  |                  |                  |                  |                  |                  |                  |              |             |
| 2002            | No clasificó     | No clasificó     | No clasificó     | No clasificó     | No clasificó     | No clasificó     | No clasificó     |              |             |
| 2003            | No clasificó     | No clasificó     | No clasificó     | No clasificó     | No clasificó     | No clasificó     | No clasificó     |              |             |
| 2004            | No clasificó     | No clasificó     | No clasificó     | No clasificó     | No clasificó     | No clasificó     | No clasificó     |              |             |
| 2005            | No clasificó     | No clasificó     | No clasificó     | No clasificó     | No clasificó     | No clasificó     | No clasificó     |              |             |
| 2006            | No clasificó     | No clasificó     | No clasificó     | No clasificó     | No clasificó     | No clasificó     | No clasificó     |              |             |
| 2007            | No clasificó     | No clasificó     | No clasificó     | No clasificó     | No clasificó     | No clasificó     | No clasificó     |              |             |
| 2008            | No clasificó     | No clasificó     | No clasificó     | No clasificó     | No clasificó     | No clasificó     | No clasificó     |              |             |
| 2009            | Fase de grupos   | 3                | 0                | 1                | 2                | 2                | 9                |              |             |
| 2010            | No clasificó     | No clasificó     | No clasificó     | No clasificó     | No clasificó     | No clasificó     | No clasificó     |              |             |
| 2011            | No clasificó     | No clasificó     | No clasificó     | No clasificó     | No clasificó     | No clasificó     | No clasificó     |              |             |
| 2012            | No clasificó     | No clasificó     | No clasificó     | No clasificó     | No clasificó     | No clasificó     | No clasificó     |              |             |
| 2013            | No clasificó     | No clasificó     | No clasificó     | No clasificó     | No clasificó     | No clasificó     | No clasificó     |              |             |
| 2014            | No clasificó     | No clasificó     | No clasificó     | No clasificó     | No clasificó     | No clasificó     | No clasificó     |              |             |
| 2015            | No clasificó     | No clasificó     | No clasificó     | No clasificó     | No clasificó     | No clasificó     | No clasificó     |              |             |
| 2016            | No clasificó     | No clasificó     | No clasificó     | No clasificó     | No clasificó     | No clasificó     | No clasificó     |              |             |
| 2017            | No clasificó     | No clasificó     | No clasificó     | No clasificó     | No clasificó     | No clasificó     | No clasificó     |              |             |
| 2018            | No clasificó     | No clasificó     | No clasificó     | No clasificó     | No clasificó     | No clasificó     | No clasificó     |              |             |
| 2019            | No clasificó     | No clasificó     | No clasificó     | No clasificó     | No clasificó     | No clasificó     | No clasificó     |              |             |
| 2020            | Cancelado        | Cancelado        | Cancelado        | Cancelado        | Cancelado        | Cancelado        | Cancelado        | Cancelado    |             |
| 2021            | Cancelado        | Cancelado        | Cancelado        | Cancelado        | Cancelado        | Cancelado        | Cancelado        | Cancelado    |             |
| 2022            | No clasificó     | No clasificó     | No clasificó     | No clasificó     | No clasificó     | No clasificó     | No clasificó     | No clasificó |             |
| 2023            | No clasificó     | No clasificó     | No clasificó     | No clasificó     | No clasificó     | No clasificó     | No clasificó     | No clasificó |             |
| 2024            | No clasificó     | No clasificó     | No clasificó     | No clasificó     | No clasificó     | No clasificó     | No clasificó     | No clasificó |             |
| 2025            | Por definir      | Por definir      | Por definir      | Por definir      | Por definir      | Por definir      | Por definir      | Por definir  | Por definir |
| Total           | 1/28             | 3                | 0                | 1                | 2                | 2                | 9                |              |             |